# فانيسا فريدمان
فانيسا فريدمان (بالإنجليزية: Vanessa Friedman)‏ هي محررة موضة ‏ وصحفية بريطانية، ولدت في 1968 في المملكة المتحدة.